# Афанасьев, Виктор Иванович
Ви́ктор Ива́нович Афана́сьев (род. 1947) — русский советский рабочий, депутат Верховного Совета СССР.

## Биография
Родился в 1947 году. Русский. По постоянию на 1974 год — член ВЛКСМ. Образование неполное среднее.
С 1966 года слесарь треста «Востокэнергомонтаж». В 1967-1969 годах служил в Советской Армии. С 1969 года слесарь, забойщик, а с 1972 года бригадир комплексной очистной бригады рудника Холтосон Джидинского вольфрамо-молибденового комбината, Бурятская АССР.
Депутат Совета Национальностей Верховного Совета СССР 9 созыва (1974—1979) от Джидинского избирательного округа № 618 Бурятской АССР. Член комиссии по делам молодёжи Совета Национальностей.